# Örjan Ramberg

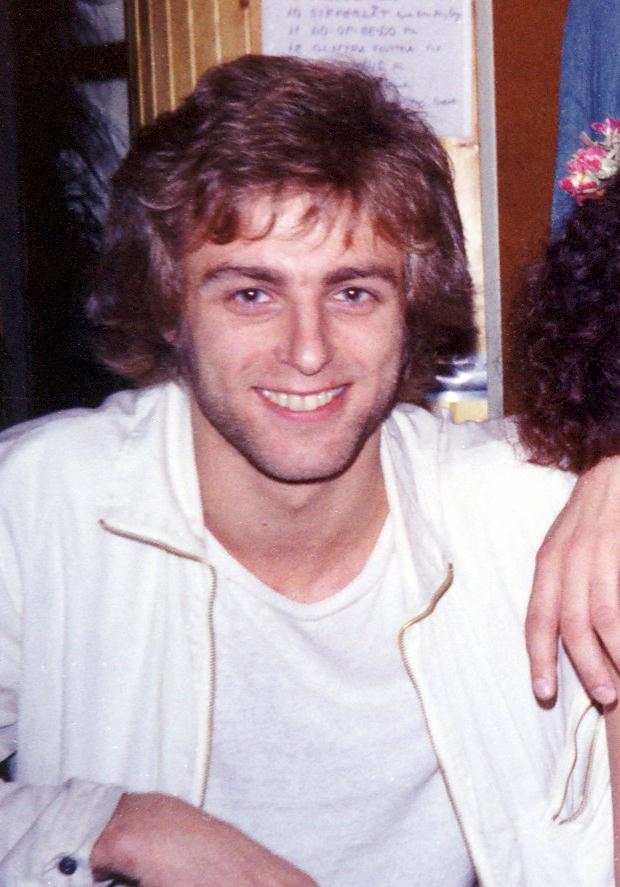
Ramberg i källarlogen till Fattighuskabarén på Döbelnsgatan 3 i Stockholm, hösten 1974.

Ralf Örjan Ramberg, tidigare folkbokförd Ralf Örjan Valter Rahmberg, född 26 februari 1948 i Örgryte i Göteborg, är en svensk skådespelare.

## Karriär
Ramberg föddes i Örgryte och växte upp i Högsbo. Han hade planer på en musikkarriär och ingick i popbandet Que med bland andra Micha Gabay som övade i Cue Clubs lokaler. Han uppträdde vid några tillfällen som stand-in i bandet Tages, och tillägnades 1969 singelskivan Balladen om killen del 1 & 2 producerad av Göran Lagerberg, som också står för sång på A-sidan, medan Ramberg sjunger på B-sidan.
I början av 1970-talet hade han några musikalroller, bland annat i Hair och som Herodes i Jesus Christ Superstar som recenserades som "en flott tolkning av sin närmast chockerande Herodes ... som sådan är Ramberg utmärkt - inte minst som skådespelare". 1974–1977 utbildade han sig vid scenskolan i Malmö, och medverkade under denna tid bland annat i flera omtalade shower i Fattighuscabarén på Club Fattighuset i Stockholm.
Ramberg anställdes 1977 vid Dramaten, samma år som han gjorde filmdebut i den kultförklarade filmen Jack. 1987 gjorde han rollen som Harry Friberg i Stieg Trenter-filmatiseringarna I dag röd, Lysande landning och Träff i helfigur på Sveriges Television. Han medverkade även i TV-serien Möbelhandlarens dotter. Fram till 2014 hade han medverkat i över 100 pjäser på Dramaten. Ramberg tilldelades 2009 den kungliga medaljen Litteris et Artibus för "framstående konstnärliga insatser som skådespelare".

## Privatliv
Örjan Ramberg har tre barn: dottern Tilde Fröling med skådespelerskan Ewa Fröling, en son med skådespelerskan Lena Olin och en son med skådespelerskan Lena Nilsson. Han fick tidigt ett rykte som "bad boy", som hamnade i bråk.
Ramberg levde tillsammans med artisten Josefin Nilsson på 1990-talet och i SVT-dokumentären Josefin Nilsson – Älska mig för den jag är från 2019 löpte deras relation som en röd tråd. TV-programmet innehöll flera utsagor om fysisk och psykisk misshandel och att Nilssons manlige partner dömts för detta. Ramberg nämndes inte vid namn men identiteten röjdes på sociala medier och Ramberg processade därför mot SVT i flera instanser.

## Priser och utmärkelser
- 1995 – Guldmasken i kategorin ”Bästa manliga skådespelare” för insatsen i Gökboet
- 2001 – O'Neill-stipendiet
- 2009 – Litteris et Artibus

## Teater

### Roller (ej komplett)
| År   | Roll                                                          | Produktion                                                                          | Regi                  | Teater   |
| ---- | ------------------------------------------------------------- | ----------------------------------------------------------------------------------- | --------------------- | -------- |
| 1978 | Första polisen Första mördaren Andra polisen Säkerhetspolisen | Vargen (Claw) Howard Barker                                                         | Barbro Larsson        | Dramaten |
| 1988 | Mästaren                                                      | Mästaren och Margarita (Мастер и Маргарита, Master i Margarita) Michail Bulgakov    | Jurij Ljubimov        | Dramaten |
| 1990 | Mannen                                                        | Carl XII August Strindberg                                                          | Jan Bergman           | Dramaten |
| 1991 | Mercurio En apotekare                                         | Romeo och Julia (The Tragedy of Romeo and Juliet) William Shakespeare               | Peter Langdal         | Dramaten |
| 1992 | Greve Almaviva                                                | Figaros bröllop (La Folle Journée, ou Le Mariage de Figaro ) Pierre de Beaumarchais | Wilhelm Carlsson      | Dramaten |
| 1996 | Medverkande                                                   | Kabaré… tre år kvar…                                                                | Lennart Hjulström     | Dramaten |
| 1997 | Jasja                                                         | Körsbärsträdgården (Вишнёвый сад, Visjnjovyj sad) Anton Tjechov                     | Peter Langdal         | Dramaten |
| 1998 | Borgmästaren                                                  | Råttfångaren Rikard Bergqvist                                                       | Agneta Ehrensvärd     | Dramaten |
| 2000 | Johansson                                                     | Spöksonaten August Strindberg                                                       | Ingmar Bergman        | Dramaten |
| 2000 | Teseus Oberon                                                 | En midsommarnattsdröm (A Midsummer Night's Dream) William Shakespeare               | John Caird            | Dramaten |
| 2004 | Skule Jarl                                                    | Kungsämnena (Kongsemnerne) Henrik Ibsen                                             | Alexander Mørk-Eidem  | Dramaten |
| 2007 | Edgar                                                         | Dödsdansen I & II August Strindberg                                                 | John Caird            | Dramaten |
| 2008 | Claudius Vålnaden                                             | Hamlet William Shakespeare                                                          | Staffan Valdemar Holm | Dramaten |
| 2008 | Michail Lvovitj Astrov                                        | Onkel Vanja (Дядя Ваня, Djadja Vanja) Anton Tjechov                                 | Hilda Hellwig         | Dramaten |
| 2010 | Prospero                                                      | Stormen (The Tempest) William Shakespeare                                           | John Caird            | Dramaten |
| 2011 | Martin                                                        | Natten är dagens mor Lars Norén                                                     | Björn Melander        | Dramaten |
| 2015 | Eugene O'Neill                                                | Och ge oss skuggorna Lars Norén                                                     | Eirik Stubø           | Dramaten |
| 2016 | Fredrik Bergman                                               | Den goda viljan Ingmar Bergman                                                      | Eirik Stubø           | Dramaten |
| 2017 | Fadern                                                        | Försökskaninerna Marie-Louise Ekman                                                 | Marie-Louise Ekman    | Dramaten |
| 2017 | Eugene O'Neill                                                | Och ge oss skuggorna Lars Norén                                                     | Eirik Stubø           | Dramaten |
| 2019 | Jabe                                                          | Orfeus stiger ner (Orpheus descending) Tennessee Williams                           | Runar Hodne           |          |

## Filmografi (i urval)
- 1977 – Jack
- 1979 – Repmånad
- 1984 – Sömnen
- 1985 – Svindlande affärer
- 1985 – Falsk som vatten
- 1985 – Hålet
- 1986 – Ester – om John Bauers hustru
- 1986 – Älska mej
- 1987 – I dag röd (TV-serie)
- 1987 – Lysande landning (TV-serie)
- 1987 – Träff i helfigur (TV-serie)
- 1990 – Målarskolan (TV-serie)
- 1991 – Mord och passion (TV-serie)
- 1992 – Kvällspressen (TV-serie)
- 1993 – För brinnande livet
- 1993 – Sökarna
- 1994 – Stockholm Marathon
- 1996 – Nu är pappa trött igen
- 1997 – En kvinnas huvud
- 1998 – Det sjunde skottet
- 2001 – Sprängaren
- 2003 – Paradiset
- 2005 – Lovisa och Carl Michael (TV-serie)
- 2006 – Den enskilde medborgaren
- 2009 – Wallander – Skytten
- 2010 – Solsidan (TV-serie)
- 2018 – Livet på Dramaten (TV-serie)

## Diskografi
- 1969 – Balladen om Killen, del 1 och 2, 7" single, CBS records CBS 4541, Mercury 6062 006 [9]